# شن لیهوا
شن لیهوا (انگلیسی: Chen Lihua؛ زادهٔ ۱۹۴۱) کارآفرین و سرمایه‌دار اهل چین است.